# Fernand de Montigny
Fernand de Montigny (født 5. juni 1885 i Antwerpen, død 2. juni 1974 i smst.) var en belgisk sportsmand, som deltog i flere olympiske lege, primært i fægtning. Han konkurrerede også i hockey, og desuden fungerede han som dommer i kunstskøjteløb.
Montignys første OL var de olympiske mellemlege 1906 i Athen, hvor han stillede op i fægtning. I fleuret blev han nummer to i sin pulje i første runde, hvorpå han blev elimineret i semifinalen. I kårde vandt han sin indledende pulje, men gik ikke videre fra semifinalen. Han var desuden med for Belgien i holdkonkurrencen i kårde, hvor belgierne først besejrede Holland 9-4 og i semifinalen tabte til Storbritannien 9-14 og blev derpå samlet nummer tre. Frankrig vandt turneringen ved at besejre Storbritannien i finalen.
Ved OL 1908 i London stillede han kun op i kårde, individuelt og i holdturneringen. Han blev nummer to i sin førsterundepulje, men en tredjeplads i andenrundepuljen blev endestationen for ham. I holdkonkurrencen besejrede Belgien Sverige i kvartfinalen 11-6, og i semifinalen vandt holdet 9-8 over Italien. I finalepuljen blev det til et nederlag på 7-9 til Frankrig, hvorpå de tabte 8-9 til Storbritannien i kampen om andenpladsen og således igen blev nummer tre efter de franske vindere og briterne på andenpladsen.
Fire år senere, ved OL 1912 i Stockholm stillede han op i de individuelle konkurrencer i fleuret og kårde. Her nåede han til kvartfinalen i begge discipliner.
Ved første OL efter første verdenskrig stillede Montigny igen op i fleuret og kårde, og denne gang også i holdkonkurrencen i fleuret. I den individuelle fleuretkonkurrence vandt han sin indledende pulje og blev nummer to i semifinalen. I finalen vandt han seks matcher og tabte fem, hvilket betød en samlet sjetteplads. I holdkonkurrencen blev Belgien delt nummer seks blandt de otte deltagende hold. I kårde vandt han sin indledende pulje, blev delt nummer tre i kvartfinalen, men en delt syvendeplads i semifinalen betød, at han ikke kom i finalen. Ved disse lege var Montigny desuden med på det belgiske hockeyhold, der vandt 3-2 over Frankrig, men siden tabte 1-12 til Storbritannien og 2-5 til Danmark. Kun disse fire hold deltog, og Storbritannien vandt foran Danmark, og Belgien fik bronze.
Hans sidste OL blev i 1924 i Paris, hvor han var med på de belgiske hold i kårde- og fleuretfægtning. I fleuret vandt holdet sin indledende pulje, blev nummer to i semifinalen og vandt sølv i finalen efter nederlag til Frankrig, der vandt guld, og sejr over Ungarn (bronze) samt Italien. I kårde vandt Belgien sin indledende pulje, og i finalen sikrede de sig også her sølv efter nederlag til Frankrig (der også her vandt guld) samt sejre over Italien (bronzevindere) og Portugal.
I 1926 vandt han sølv ved VM i kårde.
Ved vinter-OL 1928 var Montigny med som dommer i kvindernes kunstskøjteløbskonkurrence.